# كاترينا فيك
كاترينا فيك (بالإنجليزية: Caterina Fake)‏ (مواليد 13 حزيران (يونيو) 1969، في بيتسبرغ (بنسيلفانيا)) رائدة أعمال وسيدة أعمال أمريكية. شاركت بتأسيس موقعي فليكر وهانش.

## نشأتها وتعليمها
ولدت كاترينا في بيتسبرغ (بنسيلفانيا), لأب من الولايات المتحدة وأم فلبينية متجنّسة. في طفولتها، لم يكن مسموحاً لها مشاهدة التلفاز، من هواياتها قراءة الشعر وسماع الموسيقى الكلاسيكية.
تخرجت كاترينا من مدرسة تشوات روزماري هول، ثم التحقت بكلية سميث. تخرجت عام 1991 من كلية فاسار وحصلت على درجة البكالوريوس في آداب اللغة الإنجليزية.

## العمل
بدأت العمل كمصممة لمواقع الإنترنت لصالح إحداى أكبر وكالات تطوير مواقع الإنترنت، حيث عملت على تصاميم مواقع شركات تحتل مراكز في قائمة Fortune 500 كماكدونالدز وكمبرلي-كلارك وكولغيت - بالموليف (شركة) ولي فايس ونايكي وغيرها. كما شغلت منصب عضو هيئة الأبحاث في معهد الفاصل الزمني.
في عقد 1990، كانت كاترينا مديرة الفنون في موقع صالون وشاركت بكثافة في تطوير مجتمع الإنترنت والبرمجيات الاجتماعية والنشر الشخصي. عام 1997، حصلت على وظيفة إدارة منتديات المجتمع في نتسكيب.
في صيف عام 2002، شاركت في تأسيس شركة لوديكورب في فانكوفر مع ستيورات بترفيلد وجيسون كلاسون. طوّرت الشركة لعبة تقمص أدوار على الإنترنت باسم «لعبة لا تنتهي». لكنها لم تصدر لأن كاترينا وستيوارت بدءا منتجاً جديداً أسمياه فليكر والذي أصبح من أكثر مواقع مشاركة الصور شعبيةً في العالم. حازت شركة ياهو! على فليكر عام 2005. أصبح فليكر جزءاً من ما يعرف بمواقع ويب 2.0 والتي تمزج بعض ميزات الشبكات الاجتماعية و APIs مفتوحة وخاصية وضع العلامات وخوارزميات البحث في المحتوى الأكثر شهرة. بعد استحواذ ياهو على موقع فليكر، توظّفت كاترينا في ياهو حيث أدارت مجموعة التطوير التكنولوجي. لكنها استقالت من ياهو في 13 حزيران (يونيو) 2008.
عام 2009، شاركت كاترينا في تأسيس موقع هانش (موقع ويب) مع رائد الأعمل كريس ديكسون. يقدم الموقع توصيات للمستخدمين استناداً على الأذواق والآراء التي يدخلونها للنظام. أطلق الموقع للعامة في حزيران 2009. حازت شركة إيباي على موقع هانش في صفقة بلغت قيمتها 80 مليون دولار أمريكي في تشرين الثاني (نوفمبر) 2011. ثم أغلقته إيباي عام 2014.
أما آخر مشاريع كاترينا فهوFindery الذي أطلق كإصدار تجريبي محدود في شباط (فبراير) 2012. كان اسم الموقع بينوييل مبدئياً لكنه سمي باسم فايندري في تموز (يوليو) 2012. تقع مكاتب إدارة الشركة في سان فرانسيسكو.

## عضويات
انضمت كاترينا إلى مجلس إدارة المشاع الإبداعي في آب (أغسطس) 2008, وتشغل منصب رئيسة مجلس إدارة إتسي. وهي شريك مؤسس في تجمع المؤسسين ومستشارة للعديد من الشركات الناشئة والشركات الجديدة.

## جوائز وتكريمات
فازت كاترينا بالعديد من الجوائز منها جائزة أفضل قائدة حسب مجلة بيزنيس ويك عام 2005، وترشيحات مجلة فوربس وفاست كومباني ومجلة ريد هيرينغ لرواد الأعمال. عام 2006، رشحتها مجلة تايم في قائمة الأشخاص الـ100 الأكثر تأثيراً في العالم، وقد ظهرت على غلاف مجلة نيوزويك في نفس العام.
في أيار (مايو) حصلت على دكتوراة فخرية من كلية رود أيلاند للتصميم.

## حياتها الشخصية
تزوجت كاترينا من ستيوارت بترفيلد، شريكها في تأسيس فليكر، منذ عام 2001 حتى 2007. أنجبت منه ابنة واحدة عام 2007. منذ عام 2015، ارتبطت كاترينا بعلاقة مع جيكو شريك مؤسس في Jyri Engeström، ولهما 3 أبناء.
تعيش كاترينا حالياً بين سان فرانسيسكو، كاليفورنيا ونيويورك.

## وصلات خارجية
- حكمة جديدة من الويب (نيوزويك)
- Yahoo Taps Its Inner Startup (Business Week)
- Caterina Fake Web Links
- Caterina Fake IMNO Interview
- Wired Profile